# Ivica Barbarić
Ivica Barbarić, född 23 februari 1962, är en kroatisk tidigare fotbollsspelare.
Ivica Barbarić spelade 1 landskamp för det kroatiska landslaget. Han deltog bland annat i OS 1988.